# Jan Anthonie Coxie
Jan Anthonie Coxie est un peintre flamand né vers 1660 à Malines et mort en 1720 à Milan.

## Biographie
D'une dynastie de peintres, Jan Anthonie Coxie est le fils de Jan Coxie. Il se forme auprès de son père et de son oncle Charles Emmanuel Biset.
Il commence sa carrière à Malines vers 1691. Il est chargé par la ville de Malines de réaliser un portrait de Charles II d'Espagne et, en 1698, il peint les personnages d'un paysage réalisé par Jacques d'Arthois pour l'église Saint-Jacques de Bruges.
Par la suite, il s'installe à l'étranger, dans un premier temps à Amsterdam. Bien que couronné de succès comme en témoignent les louanges chantées de son œuvre par les poètes locaux Sybrand Feitama et François Halma, il quitte Amsterdam et est enregistré à Berlin de 1705 à 1708. Il y devient le peintre de la cour de Frédéric Ier de Prusse et décore les plafonds du château de Charlottenbourg, du palais de Berlin et d'autres résidences de Frédéric Ier avec des scènes allégoriques louant les actes du roi. Il peint les murs et un retable de la chapelle du château de Charlottenburg.
Après la mort de son mécène, Coxie quitte Berlin pour Mayence en 1713. Il y travaille pour la cour, avant de s'établir à Milan.

## Œuvre

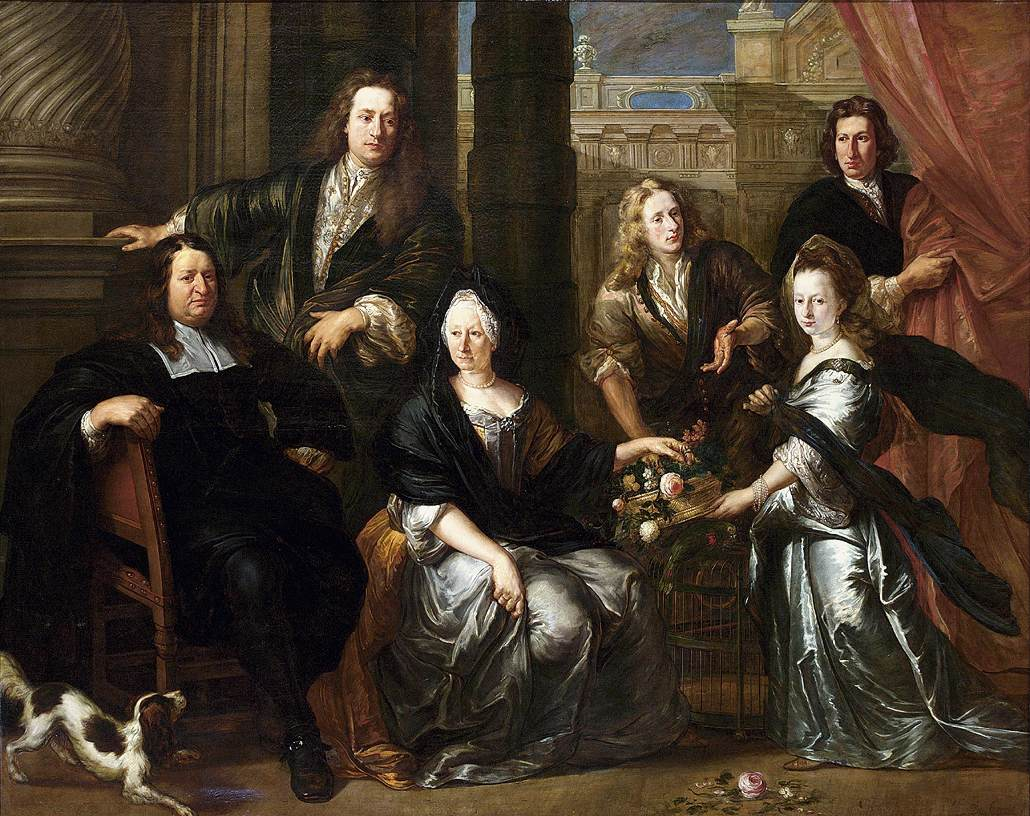
Portrait de famille de Simon et Anne van Haecht.
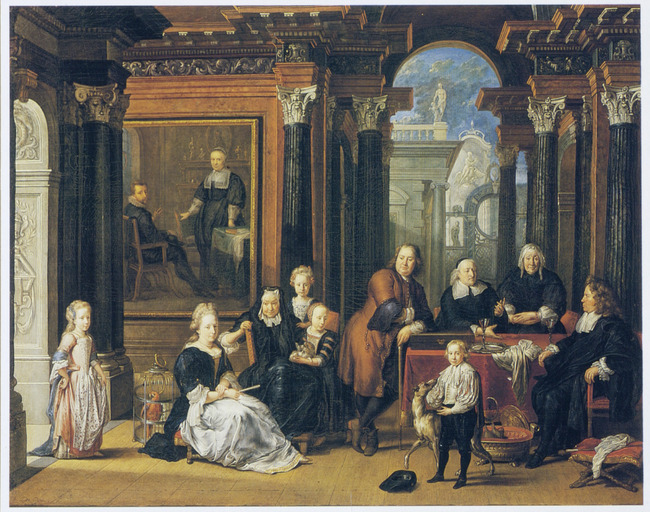
Portrait de la famille Fayd'herbe.
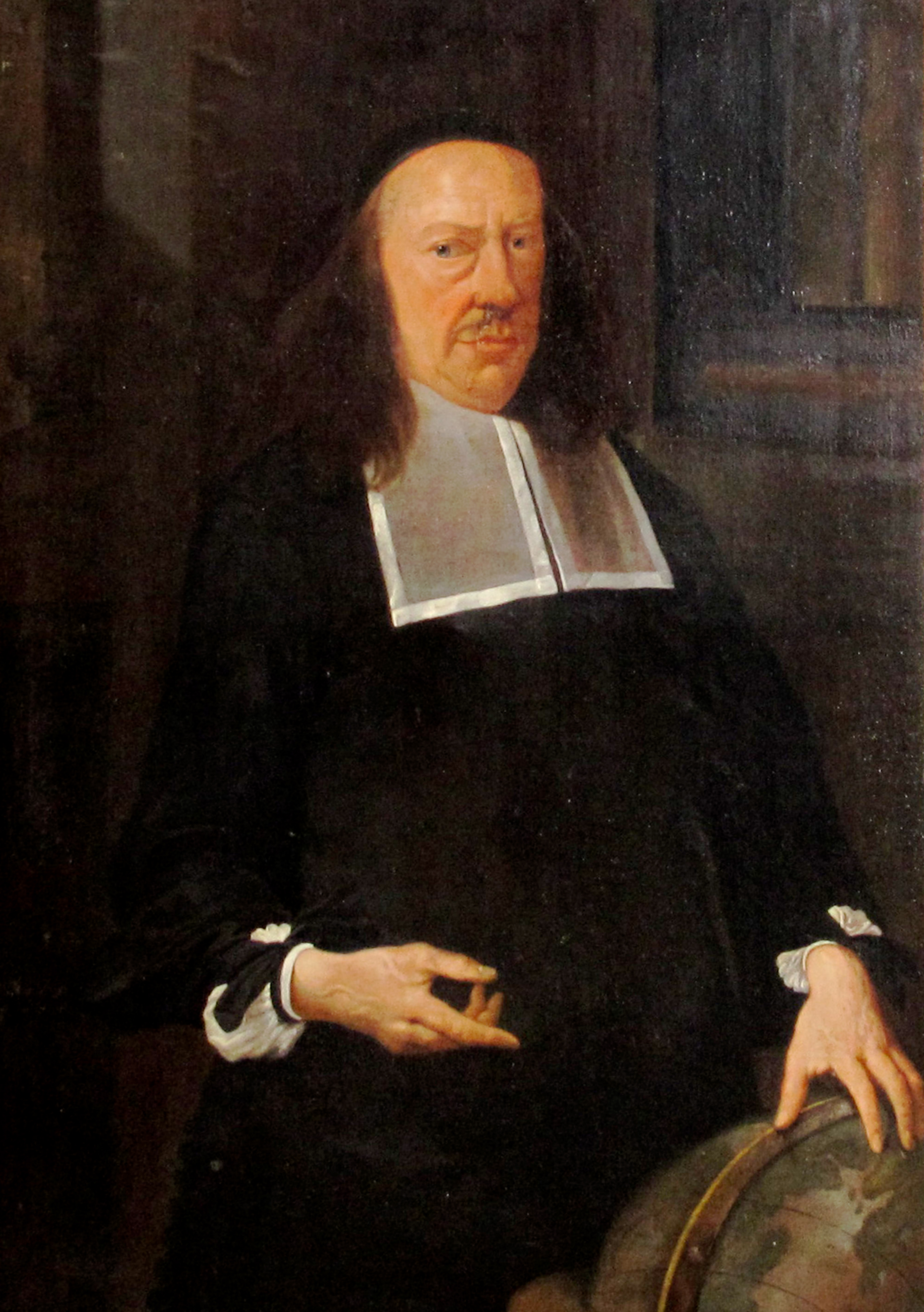
Portrait de Pieter de Meester.
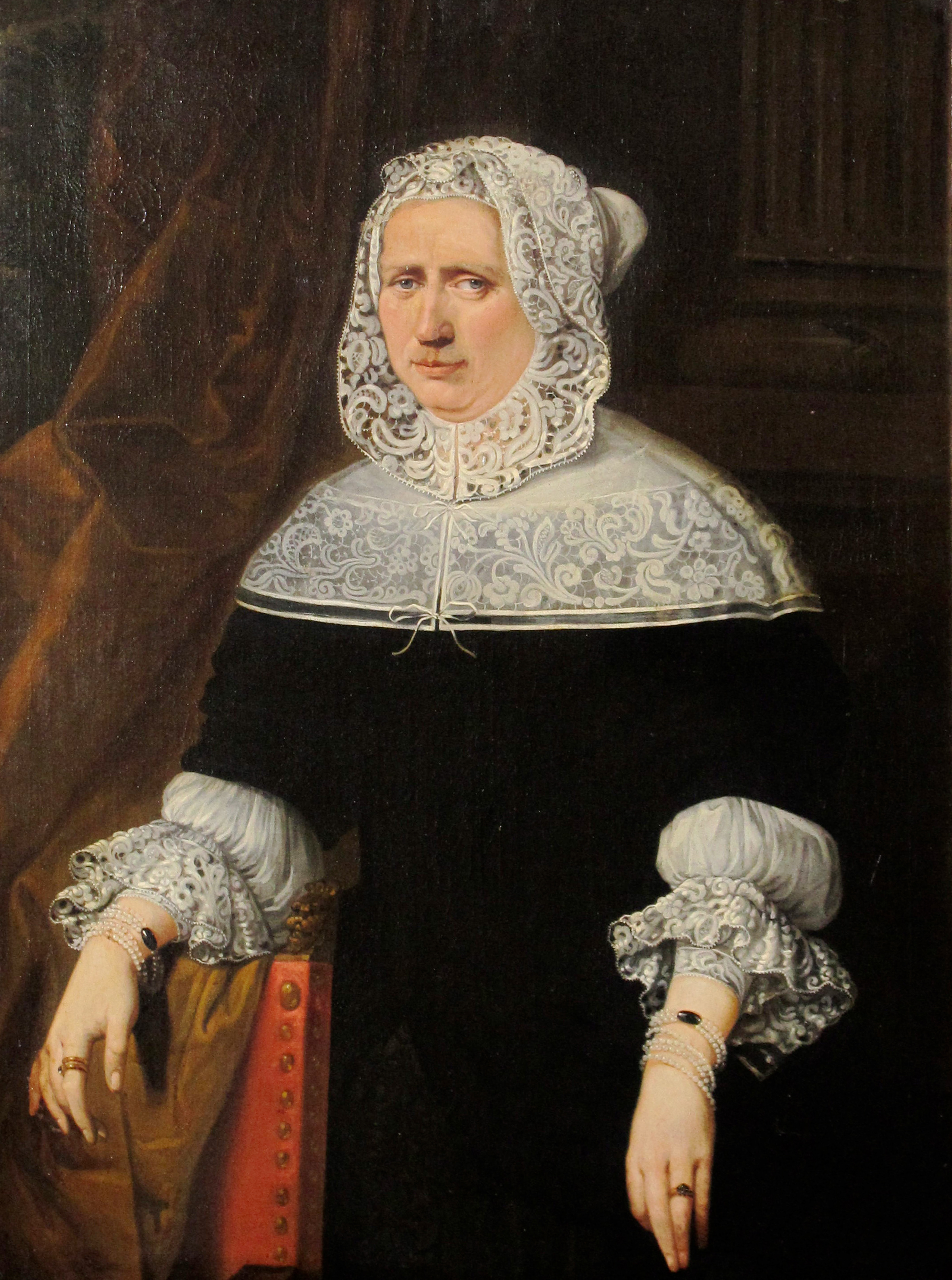
Portrait de Catharina de Dryver, épouse de Pieter de Meester.
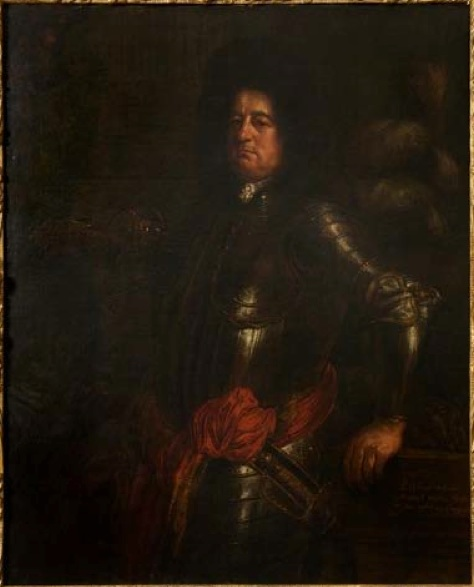
Portrait de Antoni de Mestral.
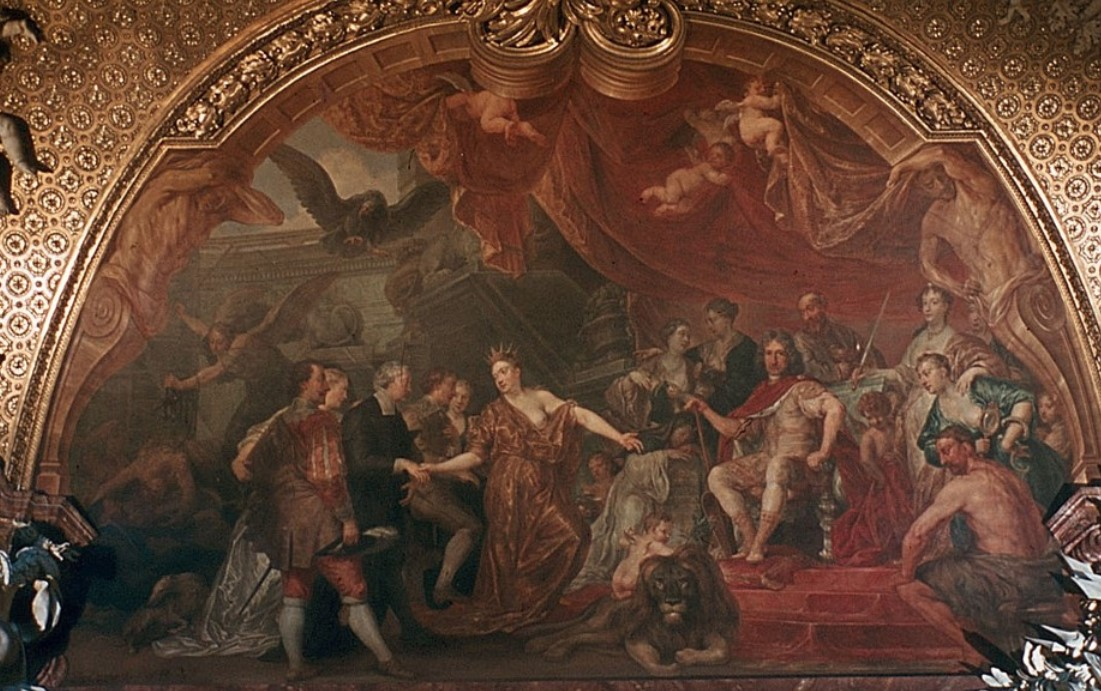
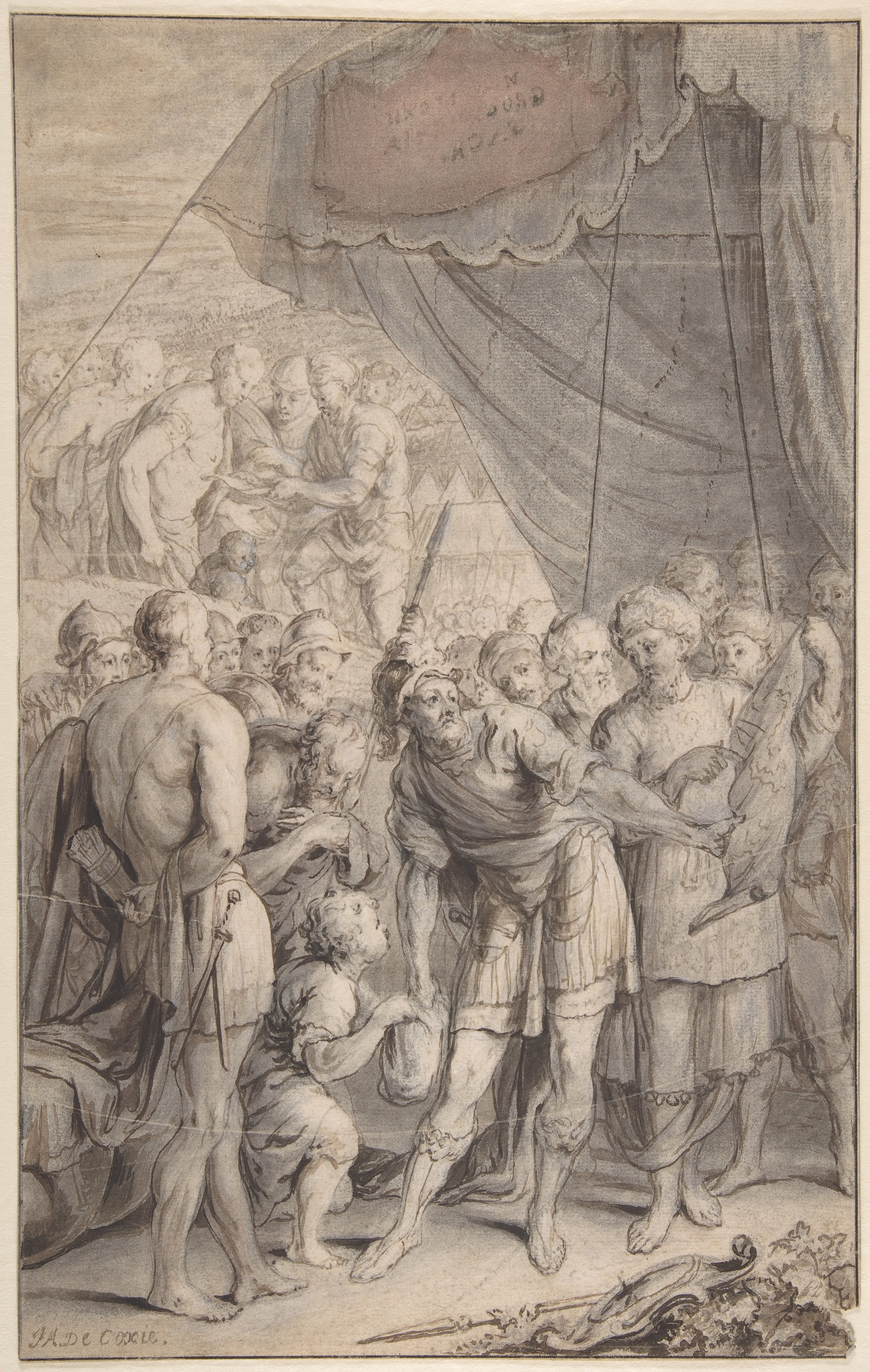